# アディオス・ムチャーチョス
『アディオス・ムチャーチョス』（西: Adiós muchachos）は、1928年にフリオ・セサル・サンデルス（Julio César Sanders）が作曲したタンゴ。

## 概要
曲名は「さらば友よ」という意味である。
セサル・ベダーニ（César Vedani）の歌詞がつけられ、歌つきでの演奏が多い。病気で死ぬかも知れない歌の主人公の友への別れの気持ちを歌ったというような説明がつけられているのをよく目にする。
オスバルド・フレセド楽団の録音、キンテート・レアルの録音が有名である。
また、ギター伴奏でのカルロス・ガルデルのレコード録音も、人気を得ている。